# Vachellia tortilis
L'acacia ad ombrello (Vachellia tortilis (Forssk.) Galasso & Banfi, 2008) è una pianta a portamento arboreo della famiglia delle Fabaceae, che cresce nelle savane africane e nelle zone aride del Medio Oriente.
Deve il suo nome comune alla caratteristica chioma appiattita a forma di ombrello.

## Descrizione
In condizioni di estrema aridità si sviluppa in forma di arbusto alto 1-1,5 m mentre in condizioni ottimali assume portamento arboreo, raggiungendo mediamente l'altezza di 15–18 m, con esemplari che possono superare i 20 m.
Il tronco è nudo e contorto ed è sormontato da una chioma rada e appiattita, per l'appunto a forma di ombrello. Le foglie, pinnate, lunghe approssimativamente 2,5 cm, sono composte da 4 a 10 paia di pinne, ciascuna con sino a 15 coppie di foglioline. I fiori sono piccoli e bianchi, molto profumati. I semi sono chiusi in un baccello piatto e avvolti da una polpa carnosa e profumata.
Le radici sono disposte in una fitta rete che si spinge molto in profondità e sono dotate di noduli radicali che ospitano batteri azotofissatori del genere Rhizobium, capaci di estrarre l'azoto atmosferico, sopperendo così alla carenza di azoto dei suoli aridi.

## Distribuzione e habitat
È diffusa ampiamente in Africa, dal Sudafrica all'Africa orientale e a nord dal Maghreb all'Egitto, e in Asia minore, da Israele alla Penisola Arabica. È coltivata, per ricavarne legname, in India e Pakistan.
È nota per essere resistente a condizioni estreme di siccità ed alcalinità. Cresce su terreni sia sabbiosi che rocciosi ed è una specie tipica della savana e dei territori aridi.

## Ecologia
V. tortilis occupa un posto importante nell'equilibrio della savana ed ha una fitta rete di relazioni con il mondo animale.
Con il suo grande ombrello costituisce uno dei pochi punti di ombra, offrendo riparo nelle ore più calde a numerose specie di erbivori. Molte di esse traggono nutrimento dalle foglie e dai fiori della pianta: dalla antilope dik-dik che riesce a brucare i rami più bassi, alle specie di maggiore taglia, come la gazzella di Thomson, l'impala,  l'eland, il gerenuk ed il rinoceronte nero, cui sono riservati i rami più alti. Le giraffe, con il loro lungo collo, e gli elefanti, con la loro proboscide, possono arrivare senza difficoltà alle foglie degli esemplari al di sopra dei 3 metri.
Tutte queste specie depositano i loro escrementi ai piedi dell'albero, concimando il suolo.

Le giraffe e gli elefanti inoltre contribuiscono, con i loro spostamenti, alla propagazione a distanza dei semi (disseminazione zoocora).
All'interno della sua folta chioma nidificano numerose specie di uccelli sia di grossa taglia, come la gru coronata, il serpentario, l'astore cantante e l'aquila rapace, che di dimensioni più piccole come la ghiandaia marina, le averle e le nettarine. Caratteristica la presenza di colonie di uccelli tessitori, che appendono i loro nidi all'estremità dei rami.
Non è raro infine che sui grossi rami di V. tortilis trovi rifugio il leopardo che è solito depositarvi le sue prede, per metterle al riparo da leoni, sciacalli e iene.

## Tassonomia
Sono state descritte le seguenti sottospecie:
- Vachellia tortilis subsp. tortilis
- Vachellia tortilis subsp. campoptila (Schweinf.) Ragup., Seigler, Ebinger & Maslin
- Vachellia tortilis subsp. heteracantha (Burch.) Kyal. & Boatwr.
- Vachellia tortilis subsp. raddiana (Savi) Kyal. & Boatwr.
- Vachellia tortilis subsp. spirocarpa (Hochst. ex A.Rich.) Kyal. & Boatwr.